# Ravni Topolovac
Ravni Topolovac (izvirno srbsko Равни Тополовац; madžarsko Katalinfalva, nemško Kathereinfeld) je naselje v Srbiji, ki upravno spada pod Občino Žitište; slednja pa je del Srednjebanatskega upravnega okraja.

## Demografija
V naselju živi 1352 polnoletnih prebivalcev, pri čemer je njihova povprečna starost 42,4 let (41,1 pri moških in 43,6 pri ženskah). Naselje ima 466 gospodinjstev, pri čemer je povprečno število članov na gospodinjstvo 2,90.
To naselje je, glede na rezultate popisa iz leta 2002, v glavnem srbsko, a v času zadnjih štirih popisov je opazen padec v številu prebivalcev.
|  |

| Demografija | Demografija     | Demografija     |
| Leto        | Št. prebivalcev | Št. prebivalcev |
| ----------- | --------------- | --------------- |
|             |                 |                 |
|             |                 |                 |
|             |                 |                 |
|             |                 |                 |
| 1948        | 2454            |                 |
| 1953        | 2086            |                 |
| 1961        | 2096            |                 |
| 1971        | 1817            |                 |
| 1981        | 1656            |                 |
| 1991        | 1445            | 1407            |
| 2002        | 1483            | 1352            |
|             |                 |                 |

| Etnična sestava po popisu iz leta 2002 | Etnična sestava po popisu iz leta 2002 | Etnična sestava po popisu iz leta 2002 | Etnična sestava po popisu iz leta 2002 | Etnična sestava po popisu iz leta 2002 |
| -------------------------------------- | -------------------------------------- | -------------------------------------- | -------------------------------------- | -------------------------------------- |
| Srbi                                   | Srbi                                   |                                        | 1.191                                  | 88,09%                                 |
| Romi                                   | Romi                                   |                                        | 59                                     | 4,36%                                  |
| Hrvati                                 | Hrvati                                 |                                        | 17                                     | 1,25%                                  |
| Romuni                                 | Romuni                                 |                                        | 5                                      | 0,36%                                  |
| Madžari                                | Madžari                                |                                        | 5                                      | 0,36%                                  |
| Makedonci                              | Makedonci                              |                                        | 3                                      | 0,22%                                  |
| Jugoslovani                            | Jugoslovani                            |                                        | 3                                      | 0,22%                                  |
| Črnogorci                              | Črnogorci                              |                                        | 2                                      | 0,14%                                  |
| Bolgari                                | Bolgari                                |                                        | 1                                      | 0,07%                                  |
| Neznano                                | Neznano                                |                                        | 1                                      | 0,07%                                  |